# Oreilles de crisse

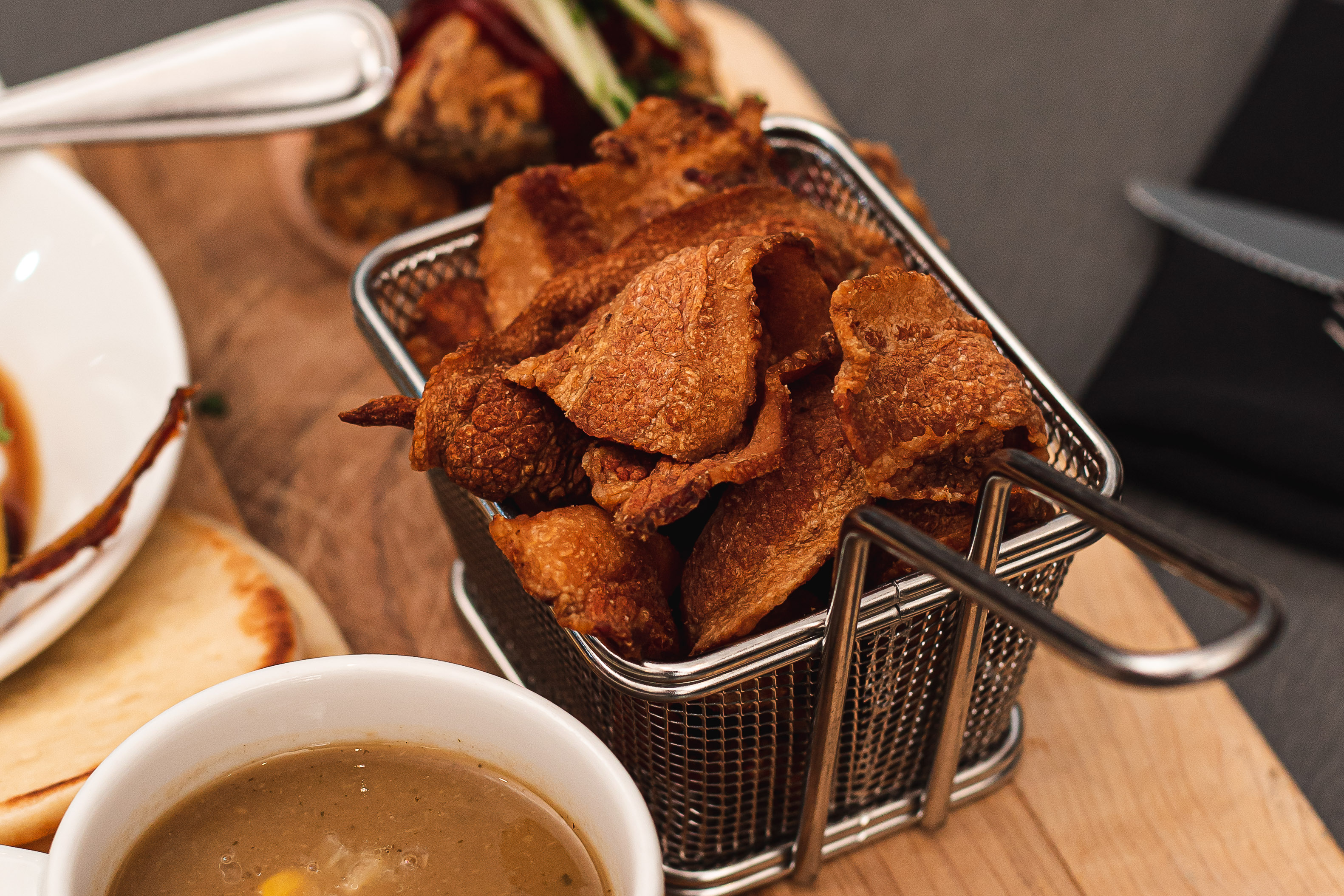
Oreilles de crisse en un restaurante de Quebec.

Oreilles de crisse (literalmente la denominación del plato en idioma francés significa: orejas de cristo) es un plato tradicional de la provincia de Quebec, en Canadá, elaborado con las orejas de cerdo fritas en aceite. Son servidas como aperitivo y suelen servirse en las cabanes à sucre, denominadas también como sugar shacks en los periodos primaverales. 